# Golpe de Estado en República Dominicana de julio de 1844
El golpe de Estado en República Dominicana de julio de 1844 fue un golpe de Estado blando cívico-militar de carácter no violento[cita requerida], ejecutado exitosamente el 13 de julio de 1844 por la Armada Expedicionaria de la frontera Sur —también denominada Ejército del Sur[cita requerida]—, con el asentimiento de amplias partes de la población de Santo Domingo. Su propósito explícito fue terminar con el estado de cosas inaugurado por el golpe de Estado del 9 de junio del mismo año. El Ejército del Sur, apoyado por el pueblo capitaleño, proclamó como Jefe Supremo —cargo equivalente a dictador— al general Pedro Santana, comandante en jefe de esa fuerza, quien se presentó como garante del restablecimiento el orden y dar al Estado un gobierno estable y duradero.
No se sabe con certeza cuándo comenzó a planearse esta maniobra. Tras el golpe de junio, el consulado francés en la ciudad de Santo Domingo se convirtió en centro de coordinación[cita requerida], en espera del general Pedro Santana regreso del desde la frontera sur. El deceso de Ramón, el 15 de junio de 1844, el hermano de Pedro Santana, motivó la solicitud de baja de éste como jefe del Ejército del Sur ante la Junta Central Gubernativa —órgano colegiado presidido por el filorio —o duartista— Francisco del Rosario Sánchez— para trasladarse a la capital, donde se había producido el fallecimiento.
El 3 de julio de 1844, en Azua, el general Santana intentó entregar el mando a un sustituto, la tropa se negó a separarse de su comandante; ante esa insubordinación práctica se suspendió el relevo y se decidió dar cuenta de la situación a la Junta Gubernativa con sede en Santo Domingo. En la capital se pensaba impedir violentamente su entrada, pero el cónsul francés Eustache Juchereau de Saint-Denys[cita requerida] intervino en favor de la paz y, tras entrevistarse con Francisco Sánchez, este último viajó a San Cristóbal para coordinar la entrada pacífica del general Santana en la ciudad. Santana entró en la ciudad el 12 de julio, entre vítores, y la mañana del día siguiente, en la Plaza de Armas frente a la Catedral Primada, pronunció un discurso que encendió el entusiasmo colectivo. La multitud lo aclamó y lo proclamó Jefe Supremo; Santana aceptó la proclamación. Desde ese instante, la Junta Central quedó despojada de autoridad efectiva, y el intento de establecer un gobierno paralelo, surgido del pronunciamiento de Duarte —quien había sido proclamado presidente el 4 de julio por el Ejército del Norte— quedó neutralizado.
Asesorado por Saint-Denys, Santana optó por mantener la apariencia colegiada del poder, reorganizando la Junta de Gobierno mediante la incorporación exgolpistas y a sectores moderados del duartismo, y sometió a los duartistas más intransigentes. Sánchez fue reducido de presidente a simple vocal de la Junta de Santo Domingo y, tras el 17 de julio, pasó a estar detenido.
Paralelamente, la influencia del general Juan Pablo Duarte en la región del Cibao se desplomó cuando el general Mella abandonó la ciudad de Santiago de los Caballeros para negociar en Santo Domingo y acabó preso. Varios jefes militares del Cibao, entre ellos el general Salcedo, vinculado en un inicio a los filorios, pasaron al bando de Santana, poniendo bajo control de la Junta Gubernamental las plazas de Moca y Santiago de los Caballeros, con el auxilio del general Pedro Ramón de Mena en esta última. Otros oficiales actuaron en igual sentido, asegurando San Francisco de Macorís, Cotuí, La Vega —bajo el coronel Bartolo Mejía— y Puerto Plata —bajo el general Antonio López Villanueva. En esta última plaza se hallaba Juan Pablo Duarte, ya desprovisto de poder efectivo, hasta su captura en Cabarete el 2 de septiembre de 1844[cita requerida].
Este contragolpe militar —segundo golpe de Estado en la historia de la República Dominicana— coronó al general Pedro Santana como la columna suprema del orden y puso fin a la crisis política iniciada en junio. También inauguró un prolongado periodo de hegemonía caudillista durante el resto de la Primera República (1844-1861), bajo la fuerte impronta de la figura y las decisiones de Pedro Santana.

## Antecedentes

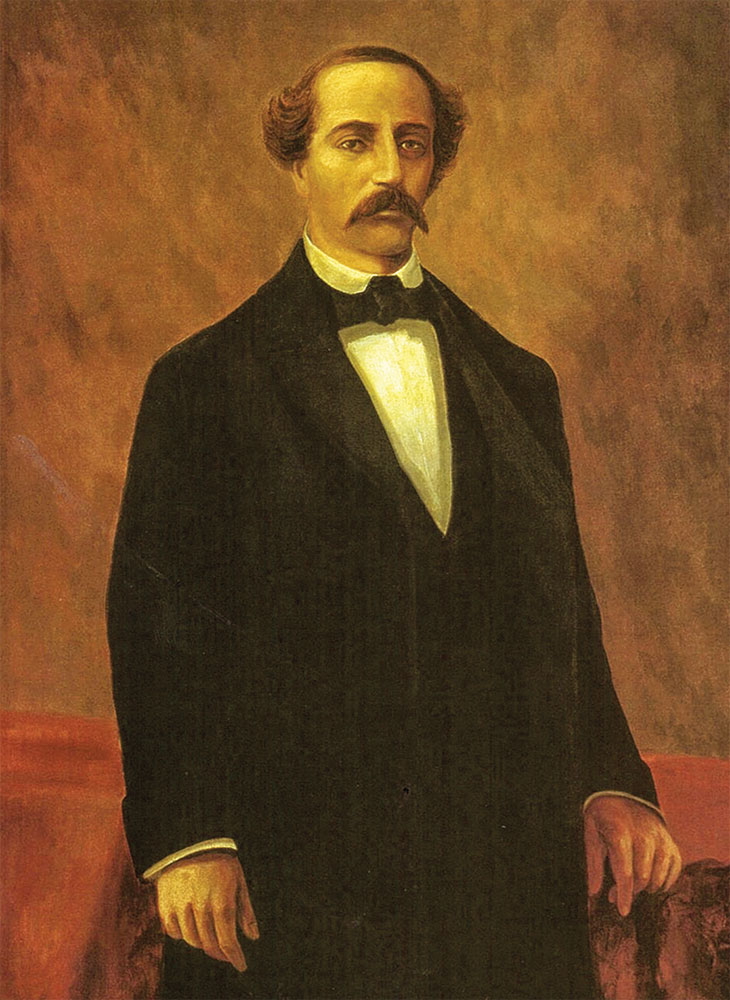
Retrato de Juan Pablo Duarte (1887). Obra de Alejandro Bonilla.

La Primera República, con apenas tres meses de independencia del dominio haitiano, fue sacudida por el golpe de Estado del 9 de junio de 1844 —conocido también como 18 brumario dominicano—, aparentemente contrario al proyecto de protectorado francés. Esa acción militar, dirigida por el general Juan Pablo Duarte —caudillo de los filorios o duartistas y vocal de la Junta Central Gubernativa— y el coronel José Joaquín Puello Castro —comandante de armas de la ciudad de Santo Domingo—, contó con el apoyo de un grupo reducido de oficiales del Ejército Libertador y del batallón Africano. Como resultado, fueron depuestos el presidente de la Junta Gubernativa, José María Caminero, y los vocales Tomás Bobadilla y Carlos Moreno de Hoyos.
Tras el golpe, se ordenaron arrestos inmediatos, entre ellos los de Caminero y Bobadilla. Sin embargo, ambos lograron huir gracias a un aviso oportuno del duartista general Francisco del Rosario Sánchez, también vocal de la Junta Central. Mientras tanto, los opositores al movimiento de Juan Pablo Duarte —como Buenaventura Báez, Francisco Javier Abreu, Manuel Joaquín del Monte y Francisco Ruiz— se metieron en el consulado francés, que se convirtió en centro de operaciones de los contrarios a la causa duartista. Desde allí se articuló un contramovimiento, esperando que llegara de prisa el general de división Pedro Santana, jefe del Ejército del Sur —también llamado Armada Expedicionaria de la Frontera Sur, parte del Ejército Libertador—, convocado tras las noticias del triunfo golpista.
Aunque el golpe se presentó públicamente como una acción contraria al protectorado francés, la nueva Junta de Gobierno mantuvo conversaciones con el cónsul francés Eustache Juchereau de Saint-Denys. Incluso, Francisco del Rosario Sánchez, ahora presidente de la Junta Gubernamental, ratificó en nombre del Gobierno la disposición de cumplir los acuerdos previos relacionados con el protectorado, dejando en evidencia que la postura de los duartistas no era del todo opuesta al proyecto. La tensión en el país creció cuando José Joaquín Puello Castro envió emisarios al interior del país para incitar a la población negra a resistir una supuesta invasión francesa destinada a esclavizarlos. Ante el revuelo, Saint-Denys aclaró que el protectorado no había sido aprobado por Francia.
Desde su origen, la Junta de Santo Domingo surgida del golpe cargó con la sombra de la ilegitimidad. El país, aún en guerra con Haití, empezó a caer en anarquía, con brotes separatistas como el del movimiento que aspiraba a la independencia del Cibao[cita requerida]. En el sur, lejos del escenario político central y bajo la amenaza constante de Haití, operaba el Ejército del Sur. Esta fuerza había derrotado a los haitianos en batallas como la del 19 de marzo en Azua, en El Memiso y el Tortuguero.
Tras el golpe de Estado en Haití del 3 de mayo de 1844, que depuso al presidente haitiano Charles Rivière-Hérard, el ejército haitiano se retiró de la ciudad de Compostela de Azua y la villa de San Juan, aunque antes incendió Compostela de Azua y parte de San Juan. Esto permitió al general Pedro Santana ocupar varios pueblos que hasta entonces estaban bajo control haitiano, aunque no logró tomar San Miguel de la Atalaya, San Rafael de la Angostura, San Gabriel de las Caobas ni Hincha.
Para el 15 de junio de 1844, Pedro Santana se hallaba en Las Matas de Farfán y luego en San Juan. Ese mismo día falleció en Santo Domingo su hermano, el general Ramón Santana, quien llevaba varios días enfermo. Ante ello, Pedro Santana solicitó a la Junta su baja como general en jefe del Ejército del Sur, con el fin de viajar a la capital, reponerse y atender los asuntos de su difunto hermano.
El 3 de julio de 1844, en la Plaza de Armas de Azua, Santana se dispuso a entregar el mando del Ejército del Sur al coronel José Esteban Roca, designado de manera provisional hasta que llegara el nuevo comandante en jefe, Francisco Sánchez, nombrado por la Junta dominicana el 23 de junio. Sin embargo, el traspaso no se efectuó. Las tropas se negaron rotundamente a separarse de Santana, como lo expresó el coronel Manuel Mora, quien dijo: «¡No queremos al coronel Roca ni permitiremos que nos quiten a Santana!».
Al final, Santana y Roca acordaron suspender y dar cuentas a la Junta. Seguidamente, el Ejército acompañó a Santana y lo proclamó Jefe Supremo de la República, aunque él rechazó el título.
Al otro día, en Santiago de los Caballeros, se produjo el pronunciamiento de Duarte. El general Ramón Matías Mella y el Ejército del Norte nombraron a Duarte como presidente de la República, dejando claro que ya no obedecían a la Junta. La cosa era curiosa, porque Ramón Matías Mella y los de la Junta eran de la facción duartista.
Cuando se supo que Santana había zarpado y pronto llegaría a la capital, empezaron a correr chismes por todos lados. Los amigos de Santana decían que él venía a darles una buena lección. Eso hizo que la Junta, influenciada por Joaquín Puello Castro, dijera que a Santana lo dejaban entrar si venía solo, pero si traía su tropa, lo iban a parar con las armas. Se fueron haciendo arreglos secreto por varios días, por si había que pelear. La alarma se propagó rápido, y los seguidores de Santana se apresuraron en obtener armas, lo que hacía más probable que se armara conflicto inminente. 
El cónsul francés Saint-Denys, viendo el ambiente caldeado y preocupado por su gente en el país, advirtió que sacaría a todos los franceses si la Junta usaba la fuerza contra Santana. Eso enfrió un poco los ánimos, y la Junta, junto con Puello, se calmó. Sánchez habló con el cónsul sobre la entrada de Santana y luego se fue a la villa de San Cristóbal a coordinar cómo sería la llegada.
En el libelo Vida política de Pedro Santana, actual Presidente de la República Dominicana (1856) —publicado por Félix María del Monte bajo anonimato— se cuenta que el encuentro entre los generales Santana y Sánchez fue en la Iglesia de San Cristóbal. Allí, Santana se quejó de que no tenía recursos para mantener a sus soldados. Sánchez le detalló, punto por punto, los envíos realizados recientemente. Entonces Santana cambió el tono de voz y juró por Dios que no tenía intenciones siniestras contra el Gobierno, sino únicamente despedir al Ejército en los muros de la capital, agradecerles y retirarse a la vida privada.
El 12 de julio de 1844, Santana entró a la capital[cita requerida] bajo lluvia, pero eso no detuvo los vítores de la gente a su llegada. Poco después se presentó en el Palacio de Borgellá, sede de la Junta, acompañado de su numeroso Estado Mayor: Lucas Díaz, Fernando Tavera, Juan Francisco Guerrero, Pedro Linares, Antonio Duvergé, Antonio Abad Alfau, Merced Marcano. Allí firmó un documento donde la Junta pedía que Francia reconociera la independencia dominicana y diera su protección.
La primera visita de Santana, después de ver a la Junta, fue al cónsul francés, que lo recibió a las cinco de la tarde junto a su Estado Mayor. En la reunión no se pudo hablar a fondo sobre los problemas del país. Antes de irse, Santana prometió regresar al día siguiente para cenar con el cónsul y conversar con calma, sin prisas, sobre asuntos importantes.

## Golpe

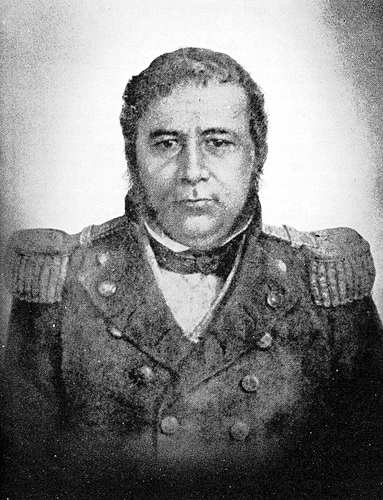
Pedro Santana.

El 13 de julio de 1844, a las siete de la mañana, el general Pedro Santana se presentó en la Plaza de Armas de Santo Domingo frente a la Catedral, con todas sus tropas reunidas y pasó revista a las tropas negras de la guarnición y a las que lo habían seguido desde Baní. Cerca de él estuvo el general José Joaquín Puello Castro, que no se separó de él en todo el día. Se calculó que había cerca de 4 000 soldados, a quienes se les había unido durante la noche una parte de los hombres que Pedro Santana había dejado en San Cristóbal. Una numerosa afluencia de pueblo llenó desde temprano la Plaza de Armas, parcialmente ocupada por las tropas.
Frente a esa multitud, Santana pronunció un discurso cargado de patriotismo. Manifestó su deseo de retirarse de la vida pública, al mismo tiempo que ofreció su fortuna y sus servicios para defender nuevamente a la patria si la situación lo exigía. Invitó a todos los dominicanos a buscar la concordia y la unidad. Al terminar dijo: «Yo no tengo ambición alguna, yo no deseo otra cosa que vuestra felicidad y la gloria de mi pais. Si mis charreteras pueden ser perjudiciales á los intereses de la patria, yo las entregaré á vosotros, mis compañeros de armas, que me las habéis confiado».
Un estallido de entusiasmo recorrió las filas del Ejército del Sur, leal hasta la médula al general Santana. Él intentó arrancarse las charreteras —símbolo de su autoridad—, pero sus oficiales del Estado Mayor se lo impidieron. El general Mercedes Marcano declaró que era indispensable que Santana siguiera al frente de las tropas, pues así lo exigía la situación, y remató con un «¡Viva el Jefe Supremo!», que fue coreado por las tropas y el pueblo presente. Por toda la Plaza y sus alrededores resonaron vítores: «¡Viva el general Santana! ¡Viva el salvador de la patria! ¡Viva el presidente Santana!». Miles de voces añadieron el clamor: «¡Abajo la Junta!».
Con el respaldo del Ejército del Sur y del pueblo capitaleño, Santana fue investido como dictador bajo el título de Jefe Supremo, desconociendo la autoridad suprema de la Junta Central Gubernativa, aunque no quedó del todo claro si ésta se disolvería. Todos los presentes se sumaron al acto. Las mismas consignas se repitieron en las calles de la ciudad, y los vocales de la Junta, reunidos en el Palacio de Borgellá, contemplaron la escena desde su balcón.
Luego, tras consultar con su Estado Mayor, Santana anunció a los capitaleños que no deseaba gobernar solo y que establecería un gobierno provisional hasta formar uno definitivo y estable. La noticia fue recibida con esperanza, alivio y nuevas aclamaciones del mismo estilo. Después de dirigir unas palabras más a sus soldados, ascendió a tres generales de brigada y a dos coroneles, concluyendo así la ceremonia militar. Seguido por el pueblo y el ejército, marchó al arsenal de la Torre del Homenaje, donde pasó una segunda revista; acto seguido las tropas regresaron a sus cuarteles.
Hábilmente, Pedro Santana dispuso que sus hombres de El Seybo ocuparan el Homenaje y todos los puestos militares de la ciudad —hasta entonces confiados por José Joaquín Puello Castro al batallón Africano— sin retirar de inmediato a aquellos soldados con los que existía desconfianza. Contaba con unos 2 500 negros nacionales; para evitar rupturas prudentemente hizo concesiones que los tranquilizaran sobre su futuro. Su Estado Mayor, compuesto casi por completo por oficiales negros leales, fue clave para restablecer el orden y la confianza. El resto del día lo empleó en recibir las numerosas delegaciones que acudieron a felicitarlo y ofrecerle sus servicios.

## Consecuencias
Por la noche del 13 de julio de 1844, e general Pedro Santana visitó al cónsul de Francia, Eustache Juchereau de Saint-Denys. Tras cenar, hablaron de lo que había pasado ese día y de los asuntos del país. Pedro Santana confesó que si rechazaba la dictadura que le querían dar, sentiría que estaba fallando en su deber por no tener experiencia[cita requerida]. Le pidió a Saint-Denys su opinión y contó que sus amigos le aconsejaban tomar medidas violentas, vengarse y castigar, pero eso iba en contra de sus principios. Todo mostraba que Santana estaba a punto de decidir disolver la Junta Central Gubernativa y tomar él mismo la dictadura.
Saint-Denys intentó disuadirlo. Le aconsejó que hiciera justicia por el golpe de Estado del 9 de junio y el pronunciamiento del 4 de julio, y que volviera a la legalidad y a los principios del manifiesto del 16 de enero de 1844, mientras se organizaba un gobierno definitivo. Le propuso rechazar cualquier tipo de dictadura personal que descargara sobre sus hombres la responsabilidad de sus actos, mantener la Junta Gubernativa, devolver su silla a los vocales de la Junta Central echados en el golpe y retirar a los que habían sido impuestos. También le sugirió asumir la presidencia de la Junta de Gobierno; así tendría casi todo el poder de un dictador, pero salvando las apariencias.
Le advirtió que, si en el Cibao ya habían elegido a Juan Pablo Duarte como presidente, un dictador de Santo Domingo no lo reconocerían. En cambio, con el título más modesto de presidente de la Junta Gubernamental, le sería más fácil ganarse el apoyo de la gente y mantener la unidad.
Santana aceptó el consejo. Aquella misma noche, ya en su casa, mandó preparar un comunicado donde rechazaba el «peligroso cargo de dictador, tan funesto para aquellos pueblos que se han visto en la necesidad de ensayarlo». La leyó el 14 de julio ante un público que lo vitoreaba, y de paso anunció que llamaría a elecciones para una Asamblea Constituyente que pusiera un gobierno definitivo. Cerró su mensaje con un llamado a la unidad bajo el lema triádico: «¡Indulgencia, paz, unión!».
El 15 de julio, en el Palacio de Borgellá, reunió a la Junta de Santo Domingo para anunciar cómo quedaría. Ese día hubo un conflicto entre el duartista Juan Isidro Pérez, vocal de la Junta, y Juan Ruiz, santanista. La discusión subió, se amenazaron y casi se disparan. Santana estaba arriba y bajó para conciliar las partes, pero Isidro Pérez le soltó una amenaza: «Si Roma tuvo un Bruto, Santo Domingo también lo tiene». La alusión a Marco Junio Bruto, uno de los asesinos de Julio César, insinuaba un posible complot contra Santana.
Los oficiales del general, entendiendo la referencia a la Roma clásica como una clara amenaza de muerte, corrieron a la Plaza de Armas y dieron la alarma: «¡A las armas! ¡A las armas! ¡Asesinan a Santana!». Toda la población acudió: unos afirmaban «el general ha muerto» y otros replicaban «no, nada le ha sucedido, vive el general Santana». Pérez se salvó de un linchamiento gracias a la intervención de Felipe Benicio Alfau y a que el cónsul de Francia lo protegió en su consulado. Media hora después, todo volvió a la calma.
Al día siguiente, 16 de julio, Santana reorganizó la Junta, se colocó de presidente y mantuvo el título de Jefe Supremo. Entraron Tomás Bobadilla, Carlos Moreno de Hoyos (expulsados por el golpe del 9 de junio), Toribio Mañón, José Ramón Delorve, Manuel Cabral Bernal, Félix Mercenario, los generales duartistas moderados Manuel Jimenes y Francisco del Rosario Sánchez[cita requerida], y como secretario, el coronel Lorenzo Santamaría. La Junta se declaró permanente hasta que el orden volviera. Sánchez duró poco: se negó a ir contra Duarte y terminó preso. Varios más también fueron arrestados, entre ellos Manuel María Valverde, José Díez Jiménez, Mariano Cangas, Buenaventura Freites, José Ramón Ortiz y los oficiales Rafael Rodríguez, José del Carmen García y Cesáreo Prado, un tal Castro de El Seybo, Manuel Leguisamón, Ostres, Blanco, Muñoz, el haitiano «dominicanófilo» Félix Richiez y sus dos hijos, Pedro Alejandro Pina, Vicente Celestino Duarte y Enrique su hijo, entre otros.
La nueva Junta se puso a trabajar en restaurar el orden y la confianza de los dominicanos. El 17 de julio ratificó el decreto de la Junta del 1 de marzo sobre la esclavitud, que decía que «la esclavitud es contraria a la libertad natural, a los principios eternos de la religión, de la razón y de la sana política», y que todo dominicano que introdujera esclavos o participara en su compra o venta «será considerado pirata y castigado con la pena de muerte». Esto pasó, entre otras cosas, porque llegó un español reclamando esclavos que habían huido desde la capitanía general de Puerto Rico; el batallón Africano casi lo mata, pero Santana ordenó detenerlo y  repatriarlo a Puerto Rico.
El 24, Tomás de Portes e Infante publicó una carta pastoral apoyando a la Junta, diciendo que desobedecer a Santana y a la Junta equivalía a ofender a Dios y amenazando con la excomunión mayor «a cualquiera clase de persona que se mezclase en trastornar las disposiciones de nuestro sabio gobierno». Al mismo tiempo, la Junta convocó elecciones para una Asamblea Constituyente, dijo que no cedería territorio a otra nación, negó el reconocimiento de Duarte como presidente y reafirmó que no se volvería a instaurar la esclavitud.
En ese momento, el general Duarte contaba con apoyo en las ciudades de Santiago de los Caballeros, Cotuí, Moca, Puerto Plata, San Francisco de Macorís y Concepción de la Vega, pero carecía de fuerzas militares importantes y su grupo era minoría. Ramón Mella propuso elecciones con Duarte como vicepresidente y Santana como presidente, pero Santana rechazó la idea. Finalmente, el 28 de julio, Santana publicó una proclama acusando a Duarte de ser «colombianófilo» y criticando que no había contribuido como los demás patriotas por la independencia: «Ese libertador de nueva especie se encontraba en Curazao, tranquilo y seguro, cuando el pronunciamiento de los dominicanos; ese libertador de nueva especie no ha contribuido ni con un solo maravedí para las exigencias de la República; ese libertador de nueva especie se paseaba sosegadamente por las calles de la Capital, mientras que los buenos patriotas, los verdaderos héroes, hacían todo género de sacrificios y se exponían a la muerte en los combates para darnos patria y libertad».